# Metropolia wielkotyrnowska
Metropolia wielkotyrnowska – jedna z eparchii Bułgarskiego Kościoła Prawosławnego, z siedzibą we Wielkim Tyrnowie. Jej obecnym ordynariuszem jest metropolita wielkotyrnowski Grzegorz (Stefanow), zaś funkcję katedry pełni sobór Narodzenia Matki Bożej w Wielkim Tyrnowie.
Siedziba chrześcijańskiego biskupa znajdowała się w Tyrnowie (stolicy drugiego państwa bułgarskiego) od 1185; w tym roku katedrę objął arcybiskup Bazyli. Do upadku państwowości bułgarskiej w 1396 arcybiskupi tyrnowscy byli równocześnie patriarchami Bułgarii. Rezydencja patriarchów razem z soborem patriarszym znajdowała się w pobliżu pałacu carskiego na Carewcu. Ostatnim hierarchą łączącym obydwa urzędy był Eutymiusz, wygnany z Tyrnowa po najeździe tureckim na Bułgarię i zdobyciu miasta.
Po zajęciu ziem bułgarskich przez Turków Patriarchat Bułgarski został zlikwidowany, a wchodzące w jego skład administratury włączone w jurysdykcję Patriarchatu Konstantynopolitańskiego. Sytuacja ta zmieniła się dopiero po powołaniu Egzarchatu Bułgarskiego w 1870.

## Biskupi tyrnowscy[3]
- Hilarion (Michajłowski), 1872–1875
- Klemens (Drumew), 1884–1901
- Antym (Wyrbanow), 1901–1914
- Józef (Bakyrdżiew), 1914–1918
- Filip (Penczew), 1920–1935
- Sofroniusz (Czawdarow), 1936–1962
- Stefan (Stajkow), 1962–1994
- Grzegorz (Stefanow), od 1994

## Cerkwie w eparchii
Eparchia dzieli się na dziesięć dekanatów z 450 cerkwiami. Metropolii podlegają ponadto następujące klasztory:
- monaster św. Mikołaja w Arbanasi
- monaster Zaśnięcia Matki Bożej w Arbanasi
- monaster Zaśnięcia Matki Bożej w Batoszewie
- monaster Wprowadzenia Matki Bożej do Świątyni w Batoszewie
- monaster św. Eliasza w Bujnowcach
- monaster św. Eliasza w Gornej Oriachowicy
- monaster św. Michała Archanioła w Debelcu
- monaster św. Michała Archanioła w Drianowie
- monaster Narodzenia Matki Bożej w Kilifarewie
- monaster św. Mikołaja w Welczewie
- monaster Przemienienia Pańskiego w Marianie
- monaster Świętych Czterdziestu Męczenników w Merdani
- monaster Świętych Piotra i Pawła w Laskowcu
- monaster św. Eliasza w Welczewie
- monaster Przemienienia Pańskiego w okolicach Wielkiego Tyrnowa
- monaster św. Pantelejmona w Prisowie
- monaster Zaśnięcia Matki Bożej w Gabrowie
- monaster Trójcy Świętej w Samowodeniu
- monaster Świętych Piotra i Pawła w Swisztowie
- monaster Opieki Matki Bożej w Swisztowie